# Джонс-Гордон, Барбара
Ба́рбара «Барб» Джонс-Го́рдон (англ. Barbara "Barb" Jones-Gordon, урожд. Ба́рбара Джонс, англ. Barbara Jones) — канадская кёрлингистка.
В составе женской сборной Канады участник чемпионата мира 1982 (заняли пятое место). Чемпионка Канады среди женщин.
Играла на позиции первого.

## Достижения
- Чемпионат Канады по кёрлингу среди женщин: золото (1982), серебро (1980, 1984).
- Команда всех звёзд (англ. All-Star Team) чемпионата Канады среди женщин: 1982 (позиция «первого»)[3].

## Команды
| Сезон   | Четвёртый   | Третий              | Второй           | Первый               | Запасной             | Турниры                     |
| ------- | ----------- | ------------------- | ---------------- | -------------------- | -------------------- | --------------------------- |
| 1979—80 | Колин Джонс | Sally Jane Saunders | Margaret Knickle | Барбара Джонс        |                      | ЧК 1980                     |
| 1981—82 | Колин Джонс | Кэй Смит            | Моника Джонс     | Барбара Джонс-Гордон |                      | ЧК 1982 · ЧМ 1982 (5 место) |
| 1983—84 | Колин Джонс | Wendy Currie        | Моника Джонс     | Барбара Джонс-Гордон |                      | ЧК 1984                     |
| 1985—86 | Колин Джонс | Пенни Ларок         | Кэти Кодл        | Susan Robinson       | Барбара Джонс-Гордон | ЧК 1986 (8 место)           |

(скипы выделены полужирным шрифтом)

## Частная жизнь
Из семьи кёрлингистов: её сестры — чемпионка мира и Канады Колин Джонс и Моника Мориарти (урожд. Джонс), они несколько лет играли в одной команде, становились чемпионами и призёрами чемпионата Канады, выступали на чемпионате мира 1982.